# Negortsi
Negortsi (en macédonien Негорци) est un village du sud-est de la Macédoine du Nord, situé dans la municipalité de Guevgueliya. Le village comptait 2047 habitants en 2002.

## Démographie
Lors du recensement de 2002, le village comptait :
- Macédoniens : 2023
- Turcs : 3
- Serbes : 15
- Albanais : 1
- Roms : 1
- Valaques : 1
- Autres : 3